# Lyncar
Lyncar – brytyjski zespół i konstruktor Formuły 1, założony przez Martina Slatera i funkcjonujący w latach 1971–1975.

## Historia
Martin Slater budował i ścigał się własnymi samochodami w Formule Junior, a później był projektantem w Loli, Brabhamie i Marchu. W 1971 roku zdecydował się zbudować samochód dla Formuły Atlantic. Oznaczył go Lyncar 001, a później zbudował kilka kolejnych modeli. Lyncar 005 odniósł duże sukcesy z Johnem Nicholsonem. Ten nowozelandzki mechanik McLarena i amatorski kierowca wyścigowy zaczął ścigać się Brabhamem BT18, a w latach 1973–1974 w Marchu dwukrotnie zdobył mistrzostwo Formuły Atlantic. Obok jazdy przygotowywał w McLarenie silniki Cosworth. W 1974 roku udało mu się przekonać Martina Slatera, by wybudował dla niego samochód, którym wziąłby udział w Formule 1.
Lyncarem 006, wyposażonym w standardowy silnik Cosworth DFV, Nicholson był niesklasyfikowany w Race of Champions i zajął szóste miejsce w International Trophy. W Formule 1 miał zadebiutować w Grand Prix Belgii 1974, ale do tego nie doszło. Zadebiutował w Grand Prix Wielkiej Brytanii, ale w kwalifikacjach zajął 31 miejsce (na 35 uczestników) i nie zakwalifikował się do wyścigu.
W następnym roku również wziął udział w Grand Prix Wielkiej Brytanii. Tym razem zakwalifikował się na 26 pozycji i wziął udział w wyścigu. Nicholson na 52 okrążeniu wziął udział w zbiorowym karambolu i wycofał się z wyścigu, ale został sklasyfikowany na 17 miejscu. Było to ostatnie Grand Prix Lyncara w Formule 1.
Lyncar 006 został później sprzedany Emilio de Villocie, który bez powodzenia ścigał się nim w serii Aurora F1.

## Wyniki w Formule 1
| Legenda oznaczeń w tabelach wyników Wyświetl szablon na nowej stronie | Legenda oznaczeń w tabelach wyników Wyświetl szablon na nowej stronie                                                                     |
| Oznaczenie                                                            | Wyjaśnienie |
| --------------------------------------------------------------------- | --- |
| Złoty                                                                 | Zwycięzca lub mistrzostwo |
| Srebrny                                                               | 2. miejsce lub wicemistrzostwo |
| Brązowy                                                               | 3. miejsce lub II wicemistrzostwo |
| Zielony                                                               | Ukończył, punktował (w klasyfikacji generalnej, gdy zdobył co najmniej jeden punkt na przestrzeni sezonu, poza trzema powyższymi opcjami) |
| Niebieski                                                             | Ukończył, nie punktował (w klasyfikacji generalnej, gdy nie zdobył co najmniej jednego punktu na przestrzeni sezonu)                      |
| Czerwony                                                              | Nie zakwalifikował się (NZ) |
| Czerwony                                                              | Nie prekwalifikował się (NPK) |
| Różowy                                                                | Nie ukończył (NU) |
| Różowy                                                                | Niesklasyfikowany (NS) (w klasyfikacji generalnej, gdy nie został sklasyfikowany w żadnym wyścigu sezonu)                                 |
| Czarny                                                                | Zdyskwalifikowany (DK) |
| Czarny                                                                | Wykluczony (WYK/EX) |
| Biały                                                                 | Nie wystartował (NW) |
| Biały                                                                 | Kontuzjowany (K/INJ) |
| Biały                                                                 | Wyścig odwołany (OD/C) |
| Bez koloru                                                            | Został wycofany (WYC/WD) |
| Bez koloru                                                            | Nie przybył (NP/DNA) |
| Bez koloru                                                            | Nie brał udziału w treningach (NT/DNP) |
| Bez koloru                                                            | Nie został zgłoszony (–) |
| Pogrubienie                                                           | Start z pole position |
| Kursywa                                                               | Najszybsze okrążenie wyścigu |
| †                                                                     | Nie ukończył, ale jego rezultat został zaliczony ze względu na przejechanie więcej niż 90% dystansu wyścigu.                              |
| *                                                                     | Sezon w trakcie |
| 1/2/3                                                                 | Punktowana pozycja w sprincie kwalifikacyjnym                                                                                             |
| Lista systemów punktacji Formuły 1                                    | |

| Rok  | Samochód   | Silnik      | Opony | Kierowcy       | 1   | 2   | 3   | 4   | 5   | 6   | 7   | 8   | 9   | 10  | 11  | 12  | 13  | 14  | 15  | Pkt. | Msc. |
| ---- | ---------- | ----------- | ----- | -------------- | --- | --- | --- | --- | --- | --- | --- | --- | --- | --- | --- | --- | --- | --- | --- | ---- | ---- |
| 1974 | Lyncar 006 | Ford DFV V8 | F     |                | ARG | BRA | RSA | ESP | BEL | MCO | SWE | NLD | FRA | GBR | DEU | AUT | ITA | CAN | USA | 0    | –    |
| 1974 | Lyncar 006 | Ford DFV V8 | F     | John Nicholson |     |     |     |     | WD  |     |     |     |     | NZ  |     |     |     |     |     | 0    | –    |
| 1975 | Lyncar 006 | Ford DFV V8 | G     |                | ARG | BRA | RSA | ESP | MCO | BEL | SWE | NLD | FRA | GBR | DEU | AUT | ITA | USA |     | 0    | –    |
| 1975 | Lyncar 006 | Ford DFV V8 | G     | John Nicholson |     |     |     |     |     |     |     |     |     | 17  |     |     |     |     |     | 0    | –    |